# جاناتان برک
جاناتان برک (انگلیسی: Jonathan Breck؛ زادهٔ ۱۷ فوریهٔ ۱۹۶۵) هنرپیشه اهل ایالات متحده آمریکا است که کارش را با بازی سرصحنه شروع کرد. وی بیشتر موفقیتش را مدیون بازی در نقش کریپر (به انگلیسی: The Creeper)، هیولای شیطانی فیلم جیپرز کریپرز است.